# 馬氏溝齒鼩
馬氏溝齒鼩（Solenodon marcanoi）是一種溝齒鼩。牠們只有一個在伊斯帕尼奧拉島發現的骨骼遺骸。這套遺骸是與一些大家鼠屬的骨骼一同被發現，可見牠們的存在遠早於歐洲的殖民時期。
馬氏溝齒鼩是夜間活動，在洞穴生活。牠們像鼩鼱科般有長的吻，用來吃昆蟲。